# Eurest

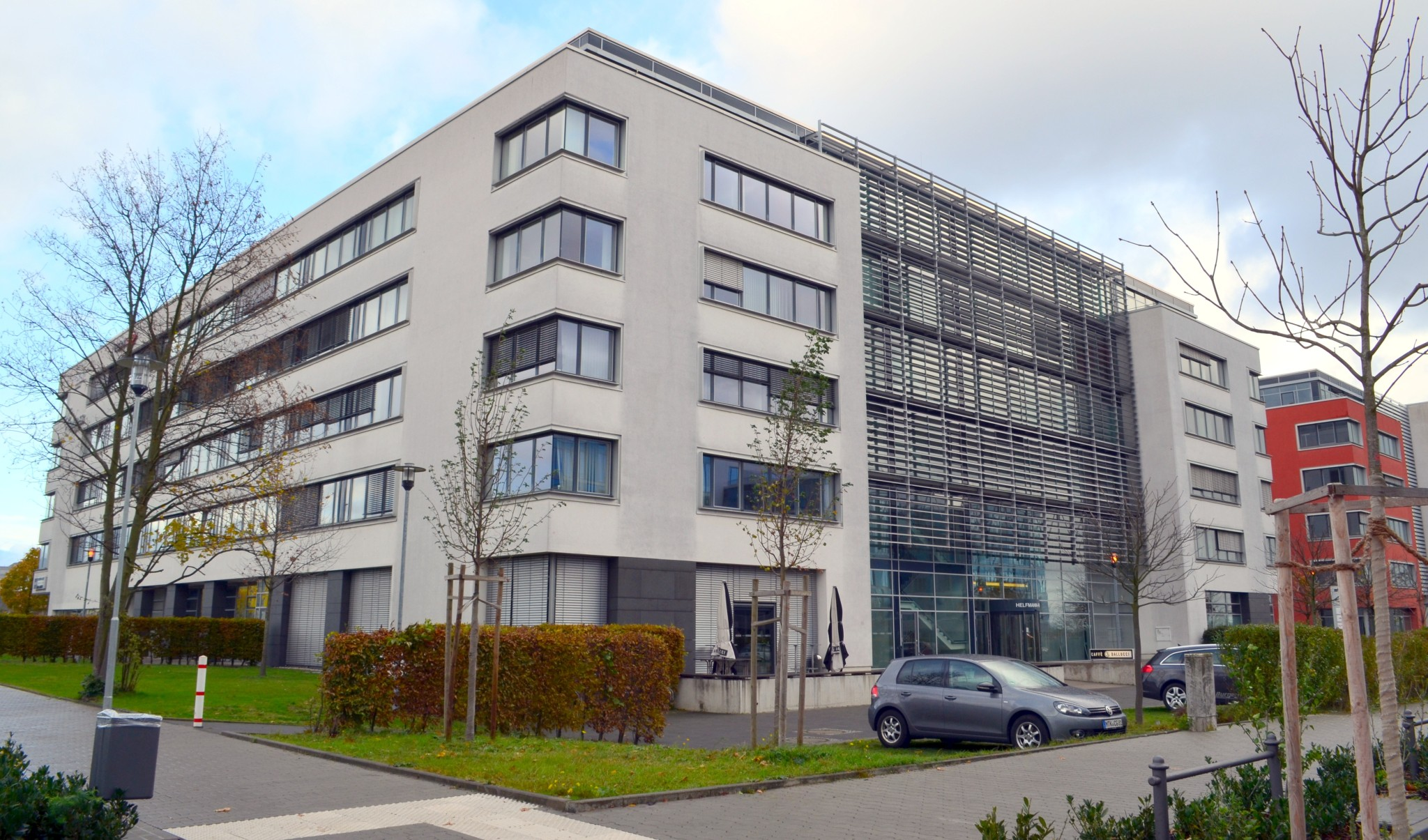
Eurest Hauptsitz in Eschborn

Die Eurest Deutschland GmbH (Eigenschreibweise: EUREST DEUTSCHLAND) ist ein Betreiber von Betriebsrestaurants und Kaffeebars mit Sitz in Eschborn im Main-Taunus-Kreis in Hessen. Über die Compass Group Deutschland GmbH gehört sie zur Compass Group PLC.

## Geschichte
Gegründet wurde Eurest 1974 als Europäische Restaurations GmbH Eurest Deutschland durch Nestlé und Wagons-lits.
Nach zehn Jahren des Bestehens hatte Eurest 1500 Mitarbeiter, die einen Umsatz von umgerechnet 55 Millionen Euro bei 111 Kunden erwirtschaften. Die französische Accor-Gruppe übernahm Eurest 1991. Die Mitarbeiterzahl stieg auf über 5300. Seit 1995 gehört Eurest zur britischen Compass Group PLC. Bis zum Jahr 2005 stieg die Mitarbeiterzahl auf über 9000.
Am 1. Oktober 2006 wurde die HSG Höchst Service Gastronomie GmbH, Frankfurt am Main, auf die Eurest Deutschland GmbH verschmolzen. Eurest hielt 100 % der Anteile an HSG Höchst Service Gastronomie GmbH seit dem 1. Januar 2001.

## Produkte und Dienstleistungen
Eurest versorgt täglich rund 270.000 Gäste in den betriebenen Restaurants, Kantinen, Kaffeebars und Shops bei über 700 Kunden. In Deutschland versorgt das Unternehmen rund 130.000 Gäste und betreibt nach eigenen Angaben mehr als 80 Kaffeebars und 400 Betriebsrestaurants.